# Gerard Wilk
Gerard Wilk (ur. 12 stycznia 1944 w Gliwicach, zm. 28 sierpnia 1995 w Paryżu) – polski tancerz, w latach 1966–1970 solista baletu Teatru Wielkiego w Warszawie.

## Życiorys

### Wczesne lata
Urodził się w Gliwicach, jego rodzicami byli Jadwiga i Jan Wilkowie. Ojciec został wcielony do armii niemieckiej, a po wojnie został zesłany na Syberię, skąd powrócił do Polski w 1949 r. i pracował w zakładach mięsnych. Gerarda i jego starszego o cztery lata brata Jana wychowywała matka. Mając 13 lat przystąpił do egzaminów do Państwowej Szkoły Baletowej w Bytomiu. Według jednych źródeł: matka jego koleżanki zobaczyła, że Gerard dobrze się rusza i zawiozła go na egzamin; według innych – niezwykłe zdolności ruchowe zauważył opiekun szkolnego kółka tanecznego. Został przyjęty na okres próbny na rok. W tym czasie musiał nadrobić trzyletnie zaległości. Opiekowała się nim  Halina Iwańska, dawna uczennica Isadory Duncan. Wilk nie tylko poradził sobie z zaległościami, ale też odkrył życiową pasję, a po latach stał się ikoną polskiego baletu.

### Kariera
Halina Hulanicka przekonała go, by przeniósł się do Warszawskiej Szkoły Baletowej. Kiedy w 1964 zdał egzaminy końcowe, czekał już na niego angaż. Przeszedł całą drogę w baletowej hierarchii: od członka corps de ballet, przez koryfeja. W 1968 trafił do zespołu  Teatru Wielkiego, w 1970 został solistą. Doceniali go krytycy i publiczność. Spektakle z jego udziałem stawały się wydarzeniami. Był indywidualnością, przyciągał uwagę, pisano, że można podziwiać maestrię, z jaką wykonuje taniec, a zarazem żywiołowość, umiejętność przekazania emocji. 26 czerwca 1970 po raz ostatni zatańczył na warszawskiej scenie w premierze Romea i Julii.
Brał udział w sesjach modowych w rubryce Barbary Hoff w „Przekroju”, gdzie lansował kwieciste marynarki, w programach rozrywkowych i teledyskach. Wystąpił jako tancerz w komediach muzycznych Stanisława Barei – Małżeństwo z rozsądku (1966) i Przygoda z piosenką (1968) oraz jako rzecznik prawny towarzystwa ubezpieczeniowego w komedii fantastycznonaukowej Andrzeja Wajdy Przekładaniec (1968). Ogólnopolską sławę przyniósł mu występ (razem z Krystyną Mazurówną) w telewizyjnym klipie do piosenki Piotra Szczepanika „Kochać”  (1967). Wystąpił w krótkometrażowych filmach baletowych: Fantomy (1967, choreografia Krystyna Mazurówna), Gry (1970) i Podróż magiczna (1979, choreografia Zofia Rudnicka). Gry w choreografii Conrada Drzewieckiego zostały nagrodzone m.in. na Międzynarodowym Festiwalu Twórczości Radiowej i Telewizyjnej Prix Italia we Florencji w 1970 roku i na Ogólnopolskim Festiwalu Filmów Krótkometrażowych w Krakowie w 1971 roku. Występował również w etiudach baletowych Krzysztofa Komedy oraz grupie baletowej Fantom.
Od 1970 przebywał za granicą. Do 1981 występował w Balecie XX wieku Maurice'a Béjarta w Brukseli. Od 1989 zajmował się pracą pedagogiczną w Paryżu. W 1981 zdecydował się zakończyć karierę sceniczną. Zamieszkał w Paryżu, zajął się pracą pedagogiczną. Uczył tańca także w Monachium, Berlinie, Florencji, Monte Carlo. Raz w roku przyjeżdżał podszkolić tancerzy w Teatrze Wielkim, gdzie jesienią 1994 wystawił operę Werther Masseneta. W 1995 wystąpił jako tytułowy bohater w dokumentalnym filmie Gerard Wilk - kilka razy zaczynałem od zera w reżyserii Bogdana Łoszewskiego.

## Życie prywatne
Od sierpnia 1968 przez kilka miesięcy spotykał się z 23-letnim wówczas Markiem Barbasiewiczem. Jego wieloletnim partnerem był malarz Jean-Jacques Le Corre.

### Śmierć
Zmarł 28 sierpnia 1995 w wyniku powikłań związanych z AIDS. O tym, że od kilku lat był zakażony wirusem HIV, nie wiedzieli nawet jego dobrzy znajomi. Pożegnanie odbyło się na cmentarzu Père-Lachaise, pochówku nie było. Urnę z prochami zabrał do swojej podparyskiej posiadłości jego partner Jean-Jacques Le Corre.